# Nith River
Nith River är ett vattendrag i Kanada.   Det ligger i provinsen Ontario, i den sydöstra delen av landet, 500 km sydväst om huvudstaden Ottawa.
Omgivningarna runt Nith River är en mosaik av jordbruksmark och naturlig växtlighet. Runt Nith River är det ganska tätbefolkat, med 222 invånare per kvadratkilometer.